# Fernando Gonçalves
Fernando Gonçalves GOMM (Palmeira das Missões, 3 de outubro de 1930) é um advogado e político brasileiro, ex-membro do Partido Democrático Social (PDS). Pelo Rio Grande do Sul, foi deputado federal e estadual, ambos por dois mandatos. Também foi ministro do Tribunal de Contas da União (TCU).

## Biografia
Formado em direito pela Pontifícia Universidade Católica do Rio Grande do Sul (PUC-RS), advogou até 1955, quando se elegeu vereador, e anos depois, vice-prefeito de sua cidade natal. Filiado a Aliança Renovadora Nacional (ARENA), foi deputado estadual gaúcho de 1967 a 1975, inclusive presidindo a Assembleia de 1973 a 1975.
Deputado federal eleito em 1974 e reeleito em 1978, renunciou ao mandato em 15 de junho de 1982 quando foi nomeado pelo Presidente da República João Figueiredo ministro do Tribunal de Contas da União (TCU). Foi presidente do Tribunal no biênio 1986/1987.
Admitido à Ordem do Mérito Militar em 1997 no grau de Comendador especial pelo presidente Fernando Henrique Cardoso, foi promovido pelo mesmo em 2002 a Grande-Oficial.